# Trabajos inútiles
Trabajos inútiles es el quinto álbum, cuarto de estudio, del grupo chileno Fulano lanzado en 1997 de forma independiente en una coproducción con Fernando Lyon en los Estudios Master de Santiago de Chile. Destaca por ser una producción independiente que significó un sonido mucho más moderno y pulcro que las producciones anteriores. Además Raul Aliaga sería el nuevo baterista en reemplazo de Willy Valenzuela.

## Temas
1. Huevito
2. Godzilla
3. Nadie nos conoce
4. Canción formal (en 7/8)
5. Rope cochi loma
6. Más allá del deber
7. Señor gorro capucho
8. Krikalev
9. Arañas de tribunal
10. Arañas solas

## Créditos
- Jaime Vivanco: composición y teclados
- Cristián Crisosto: composición, saxos, flauta traversa, clarinete bajo.
- Jorge Campos: composición y bajo.
- Jaime Vásquez: saxos y flauta traversa
- Arlette Jequier: voz y clarinete
- Raul Aliaga: batería